# 坂田雅子
坂田 雅子（さかた まさこ、1948年 - ）は日本のドキュメンタリー映画監督。

## 経歴
- 1948年、長野県須坂市に生まれる。
- 1965-1966年、AFS交換留学生としてアメリカ合衆国メイン州の高校に留学。帰国後京都大学文学部哲学科卒。
- 1976年-2008年、 写真通信社に勤務および経営。
- 2003年、ベトナム戦争で兵役経歴を持つ写真家の夫グレッグ・デイビスの死をきっかけに、枯葉剤についての映画製作を決意。
- 2007年、ドキュメンタリー映画『花はどこへいった』（英題「Agent Orange -a personal requiem-」）完成（製作・監督・撮影・編集）。
- 2008年、『花はどこへいった』で第26回国際環境映画祭の審査員特別賞（Prix Special du Jury）を受賞。
- 2009年、『花はどこへいった』で第63回毎日映画コンクールのドキュメンタリー映画賞を受賞。
- 2011年、NHKのテレビ番組　ETV特集『枯葉剤の傷痕を見つめて』で第48回ギャラクシー賞優秀賞
- 2011年、ドキュメンタリー映画『沈黙の春を生きて』発表  仏・ヴァレンシエンヌ映画祭にて批評家賞、観客賞をダブル受賞したほか、文化庁映画賞・文化記録映画部門優秀賞にも選出された。
- 2014年、世界各地の核被害をテーマにした『わたしの、終わらない旅』を発表
- 2018年、ドイツの自然エネルギー事情を取材した「モルゲン、明日」を発表。
- 2021年、現在も化学薬品、地球温暖化、核などの環境問題をテーマに映像制作活動を続ける。

## 一般入手可能な作品
- *ＤＶＤ／花はどこへいった　枯葉剤のことを知っていますか　製作シグロ・発売トランスビュー
- *書籍／花はどこへいった　枯葉剤を浴びたグレッグの生と死　発行トランスビュー